# Åke Andersson (fotbollsspelare född 2007)
Åke Andersson, född 8 maj 2007, är en svensk fotbollsspelare som spelar för Allsvenska IFK Norrköping. Han anslöt till IFK från ungdomsklubben Stångebro United inför säsongen 2023 efter att tidigare ha representerat Linghems SK. Han debuterade i tävlingssammanhang under en match i Svenska cupen mot Piteå IF.